# Каштелу-Бранку (округ)
О́круг Каште́лу-Бра́нку (порт. Distrito de Castelo Branco [kɐʃˈtɛlu ˈbɾɐ̃ku]) — округ в восточной Португалии.
Округ состоит из 11 муниципалитетов. Входит в Центральный регион. Распределён между тремя статистическими субрегионами: Бейра-Интериор-Сул, Кова-да-Бейра, Пиньял-Интериор-Сул. Ранее входил в состав провинции Бейра-Байша. Территория — 6627 км². Население — 196 264 человека (2011). Плотность населения — 29,62 чел./км². Административный центр — город Каштелу-Бранку.

## География
Регион граничит:
- на севере — округ Гуарда
- на востоке — Испания
- на юге — Испания, округа Порталегре и Сантарен
- на западе — округа Коимбра и Лейрия

## Муниципалитеты
Округ включает в себя 11 муниципалитетов:
1. Фундан
2. Олейруш
3. Ковильян
4. Вила-де-Рей
5. Белмонти
6. Вила-Велья-де-Родан
7. Сертан
8. Пенамакор
9. Проенса-а-Нова
10. Каштелу-Бранку
11. Иданья-а-Нова